# Maksymilian Zatorski
Maksymilian Zatorski (1. května 1835 Sambir – 19. února 1886 Krakov) byl rakouský právník, vysokoškolský pedagog a politik polské národnosti z Haliče, v 2. polovině 19. století poslanec Říšské rady.

## Biografie
Studoval gymnázium v Sambiru, Stanislavově a Krakově a pak vystudoval právnickou fakultu Jagellonské univerzity v Krakově, kde byl 27. listopadu 1858 promován na doktora práv. Roku 1857 nastoupil k finanční prokuratuře v Krakově. Později se stal mimořádným a od roku 1860 řádným profesorem rakouského občanského práva na Jagellonské univerzitě. Byl členem státní zkušební komise pro právní historii, právní vědy a státovědu. V roce 1875 vydal komentář ke všeobecnému občanskému zákoníku v polském jazyce, společně s profesorem Kasparkem. Za své vědecké zásluhy byl jmenován mimořádným členem akademie věd v Krakově.
Od roku 1873 zasedal v městské radě v Krakově. V letech 1877–1884 byl poslancem Haličského zemského sněmu, kde zastupoval kurii měst, obvod Krakov.
Byl též poslancem Říšské rady (celostátního parlamentu Předlitavska), kam nastoupil v doplňovacích volbách roku 1881 za kurii měst Haliči, obvod Krakov. Slib složil 11. března 1881. Mandát zde obhájil ve volbách roku 1885. Poslancem byl do své smrti roku 1886. Pak ho nahradil Maksymilian Machalski. Ve volebním období 1879–1885 se uvádí jako rytíř Dr. Maximilian von Zatorski, c. k. univerzitní profesor, bytem Krakov. Patřil mezi polské národní poslance. Reprezentoval parlamentní Polský klub.
Zemřel v únoru 1886.